# 軽量マークアップ言語
軽量マークアップ言語（けいりょうマークアップげんご、英語: lightweight markup language）は、簡潔で目立たない書式を持つマークアップ言語である。
テキストエディタなどで文字とマークアップを容易に入力でき、記述された文章が読みやすいように設計された言語である。データ記述言語としての整合性と、可読性や記述の容易さを両立させたものである。規格とともにパーサが実装されており、XMLなどのマークアップ言語に変換して使用することができる。
HTMLやXMLのマークアップ言語のソースの可読性の悪さ、学習コストの高さを補うためにさまざまな流儀の軽量マークアップ言語が開発されている。ブログやウィキをウェブブラウザのテキストボックスから入力する手段として用いられ、サーバ側のソフトウェアを用いて動的、あるいは静的にHTMLや、XHTMLに変換される。

## 軽量マークアップ言語のリスト
- Almost Free Text ()
- Almost Plain Text ([リンク切れ])
- AsciiDoc()
- Atx
- BBCode
- BlogMe ()
- Epytext
- EtText ()
- KARAS ()
- Markdown()
- POD
- plain2 ()
- ReStructuredText
- Re:VIEW
- Ruby Document format
- setext（英語版） ()
- Structured Text ()
- Textile
- Terence's Markup Language ()
- ウィキテキスト
- はてな記法